# Alcàntera de Xúquer (kommun)
Alcàntera de Xúquer är en kommun i Spanien.   Den ligger i provinsen Província de València och regionen Valencia, i den östra delen av landet, 300 km sydost om huvudstaden Madrid. Antalet invånare är 1 361. Arean är 3,3 kvadratkilometer. Alcàntera de Xúquer gränsar till Beneixida, Càrcer, Xàtiva, Cotes, Gavarda, Llanera de Ranes och Llosa de Ranes. 
Terrängen i Alcàntera de Xúquer är platt.